# Санквылтап

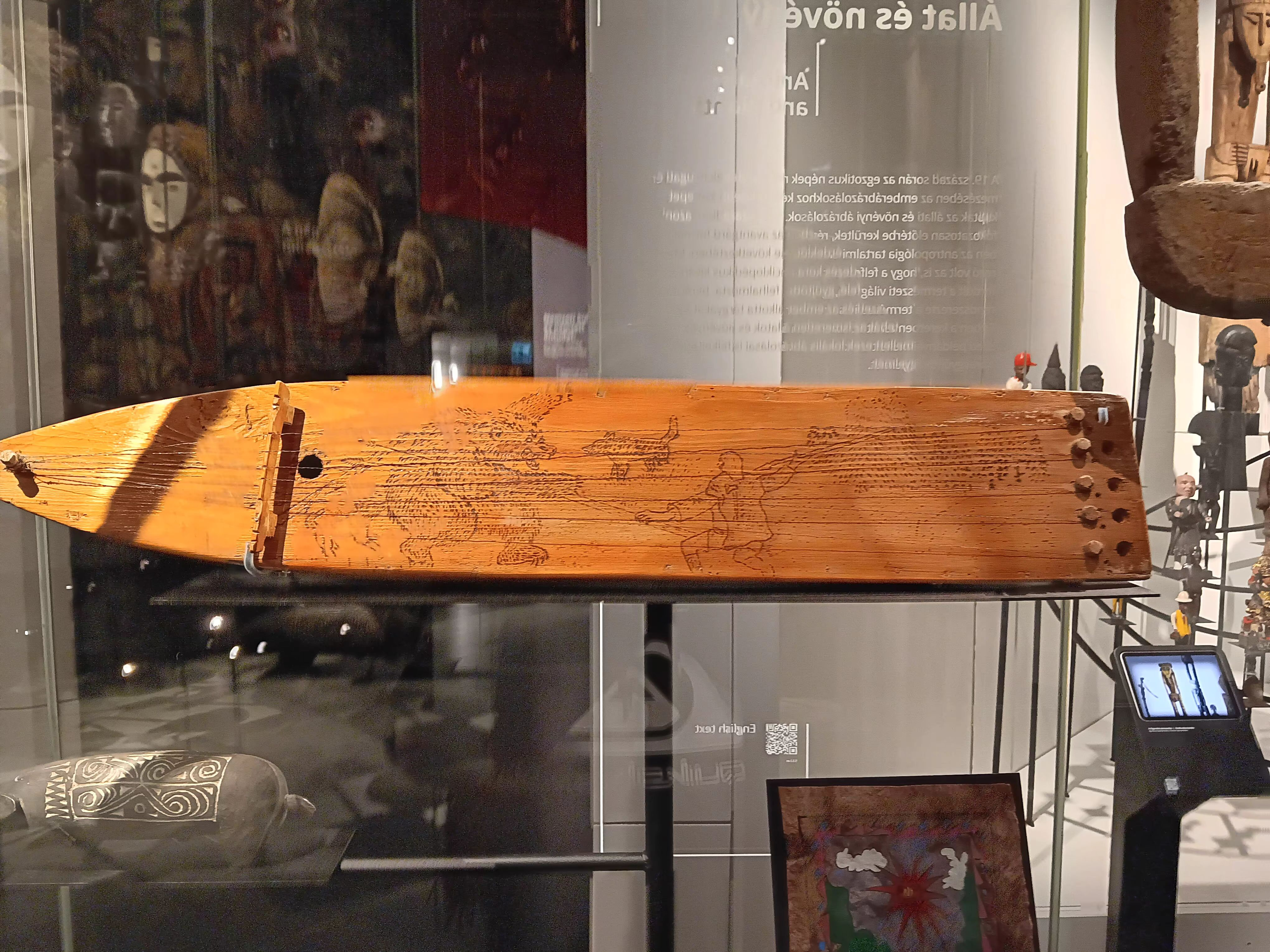
Мансийский санквылтап из собрания этнографического музея в Будапеште

Санквылтап (или сангултап, сангультап) — народный струнный музыкальный инструмент обских угров (хантов и манси). Оснащается обычно пятью струнами. Хантыйское название — нарс-юх. Санквылтап используется как в культовых практиках, так и для простого музицирования. Из эстрадных ансамблей на санквылтапе играют музыканты групп «Ямра» и H-Ural.

## Описание
Инструмент изготовляется из стволов кедра, ели или осины. Имеет форму лодки. Представляет собой дощечную цитру с резонатором. Один из концов инструмента заострен, второй раздваивается и соединяются перекладиной. На резонатор накладывается дека, над которой натягивают 5 струн,3 или 7. В оригинальном виде струны изготовлены из кишок или сухожилий оленя. Внутрь резонатора иногда кладут дробь для придания особого звукового эффекта.
В современном виде у инструмента может отсутствовать раздвоение корпуса, а струны могут быть металлическими.

## Игра на инструменте

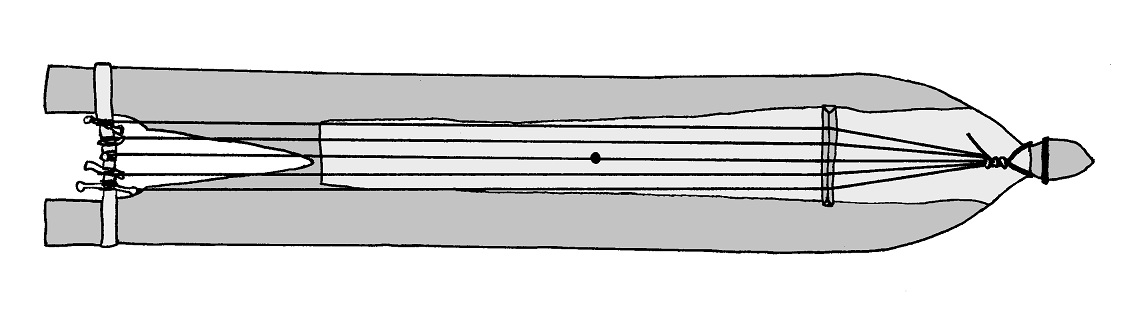
Рисунок нарс-юха из экспозиции Национального музея Финляндии (Хельсинки)

Санквылтап держат на коленях в горизонтальном положении, слегка наклонив его набок. Игра на инструменте заключается в защипывании струн одной рукой и приглушением другой рукой.
В местных обычаях обычно используется для вызова духов с помощью особых мелодий.